# Lola Herrera
María Dolores Herrera Arranz, más conocida como Lola Herrera (Valladolid, 30 de junio de 1935), es una actriz española.

## Biografía
Dolores Herrera nace el 30 de junio de 1935 en el barrio de Las Delicias, en Valladolid. Sus inicios son musicales, pero a mediados de los cincuenta viaja a Madrid y comienza su andadura como actriz. Participa en El pórtico de la gloria, su primera película, en 1953.
Desde principios de los años sesenta interviene en multitud de obras de teatro filmadas para TVE: Colaboró con Ibáñez Serrador en un par de episodios de sus Historias para no dormir (1968); realiza una veintena de Estudios 1, entre los cuales destacan La importancia de llamarse Ernesto (1968) de Wilde, Puebla de las mujeres (1971) de los Hermanos Álvarez Quintero, El avaro (1972), de Molière; participa también en piezas clásicas recuperadas para el espacio Teatro de siempre: La Celestina (1967), de Rojas, Las tres hermanas (1967), de Chéjov; protagoniza Las Viudas (1977) y, junto a Ismael Merlo y Amelia de la Torre, la telecomedia El Señor Villanueva y su gente (1979); finalmente interpreta el papel de Pepeta en la adaptación que TVE realiza de la obra La Barraca, de Blasco Ibáñez.
A lo largo de los años 70 interviene en una serie de doblajes en Madrid, llegando a doblar a Ellen Burstyn en Alicia ya no vive aquí (por el que la actriz estadounidense ganaría el Oscar a la mejor actriz) o a Liv Ullmann en Gritos y susurros, entre otras. Dobló de forma continua hasta principios de los 80, que dejó esa actividad para dedicarse al teatro por completo.
Su actividad en cine es más discontinua. En 1978 realiza Arriba Hazaña, donde comparte protagonismo con Fernando Fernán Gómez y Héctor Alterio entre otros. En 1981 protagoniza Función de noche, una innovadora propuesta de la directora Josefina Molina y el productor José Sámano que narra las desventuras de un matrimonio de actores en la vida real, Herrera y Daniel Dicenta, y las relaciones con sus hijos. Lola Herrera siempre se ha sentido orgullosa de este papel y se refiere al film como "una terapia". En 1982 coprotagoniza junto a Alfredo Landa La próxima estación de Antonio Mercero y que narra la problemática juvenil. En 1996 participa en la comedia de éxito comercial El amor perjudica seriamente la salud, donde da vida a la suegra de Juanjo Puigcorbé.
En estos últimos años ha protagonizado numerosas series de televisión, entre las que destacan La casa de los líos junto a Arturo Fernández; El grupo en la que interpretaba a la madre de una de las pacientes del grupo llevado por el psicólogo encarnado por Héctor Alterio; Un paso adelante, en la que daba vida a la directora de la academia de baile e interpretación donde transcurría la acción; la breve comedia de TVE Fuera de lugar, junto a su hija Natalia Dicenta; y la versión española de la mítica serie Las Chicas de Oro (2010), junto a Carmen Maura, Concha Velasco y Alicia Hermida.
Mucho más vinculada al teatro que al cine, está considerada una de las grandes damas de la escena española por crítica y público así como una de las más grandes actrices de teatro de la última mitad del siglo XX. Inició su actividad teatral en la compañía de Tina Gascó a finales de los años 50. Entre sus interpretaciones teatrales más recordadas son: El campanero (1957) de Edgar Wallace,  Jaque de reina (1959) de Monteagudo y Aizpuru, Hay alguien detrás de la puerta (1959) de Alfonso Paso, Lucy Crown (1960) de Irving Shaw, Chéri (1961) de Colette, Rebelde (1962) de Alfonso Paso, El huevo (1963) de Marceau, Cita en Senlis (1963) de Jean Anouilh,  Una estatua para las palomas (1964) de Ángel Escarzaga, Jaque a la juventud (1965) de Julia Maura,  Juegos de invierno (1967) de Jaime Salom, English Spoken (1968) de Lauro Olmo, Y en el centro, el amor (1969) de José María Pemán, Fortunata y Jacinta (1969) de Benito Pérez Galdós, Amores cruzados (1970) de Salacrou, Stratojet 991 (1971) de Juan José Alonso Millán,  El amor propio (1972) de Marc Camoletti, Un soplo de pasión (1977) de Peter Nichols, Las amargas lágrimas de Petra von Kant, Los últimos días de Emmanuel Kant (1989/1990) de Alfonso Sastre, A toda luz/Eva al desnudo (1993), Cinco horas con Mario, monólogo obra de Miguel Delibes y que lleva representando más de 40 años, la última de ellas en una gira por toda España en 2020. Entre sus últimos éxitos está Solas, adaptación teatral de la película del mismo nombre. En 2008 trabaja en la obra de teatro Seis clases de baile en seis semanas, con su compañero de reparto Juanjo Artero y en 2011 en Querida Matilde.
Entre sus últimas apariciones en la escena, a la muerte de Miguel Delibes participó en el estreno de Maestro, oda a Miguel Delibes, obra para narrador, coro y orquesta sinfónica con música de Ernesto Monsalve y letra del periodista Carlos Aganzo, y que narra la vida del homenajeado desde su infancia hasta su fallecimiento por medio de un contemporáneo análisis de los espacios y las vivencias del protagonista (Castilla, Campo Grande, Jornada de Caza...). En la obra estuvo dirigida por José Luis Alonso de Santos, teniendo lugar la premier en el Teatro Zorrilla de Valladolid, el 16 de noviembre de 2010, con la asistencia de todas las autoridades. Se emitió por televisión y más tarde se editó un DVD que repartió El Norte de Castilla.

## Premios y homenajes

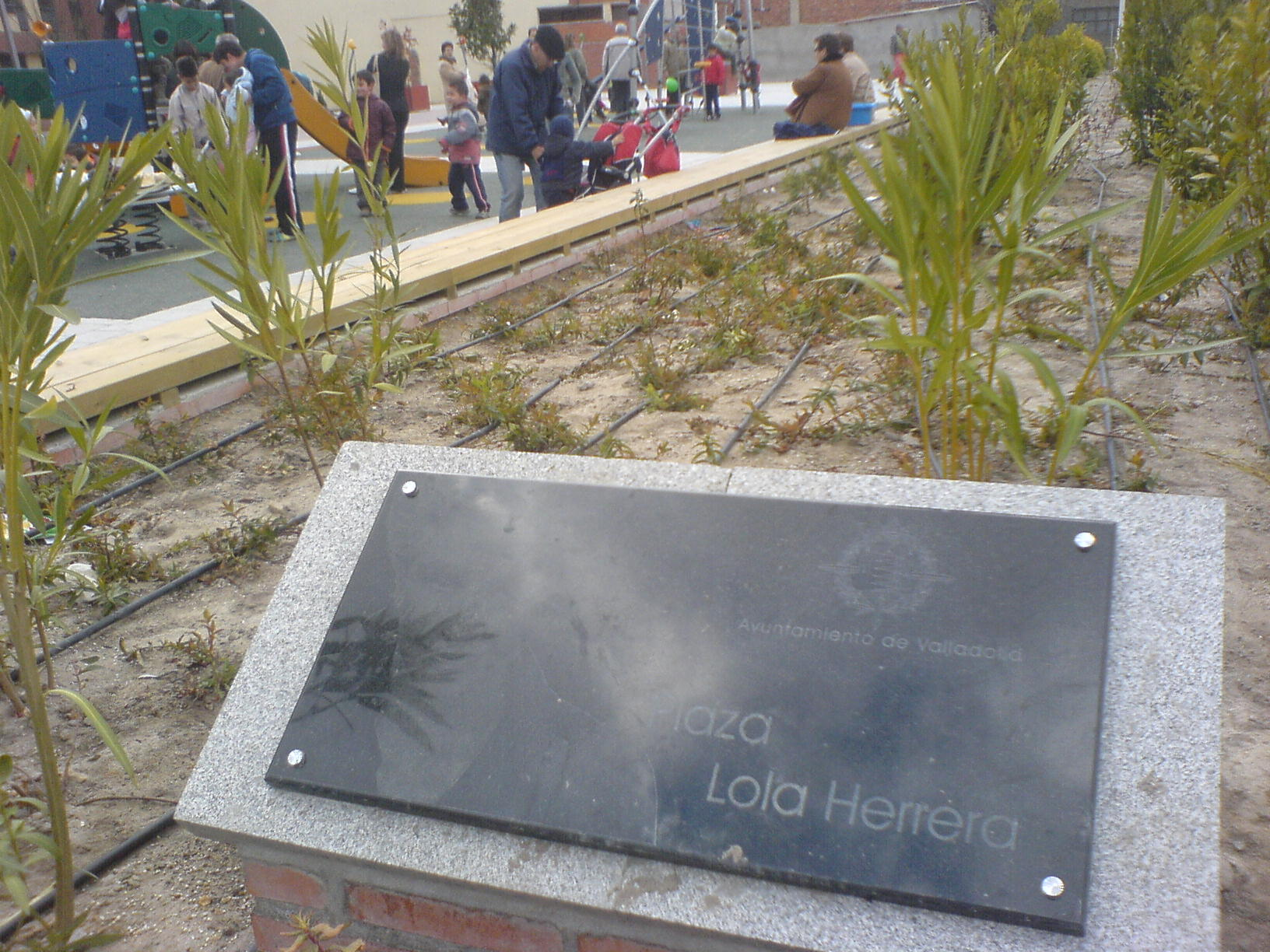
Plaza Lola Herrera en el Barrio de Las Delicias, Valladolid.

Lola Herrera ha recibido entre otros premios, la Medalla de Oro al Mérito en las Bellas Artes (1999), la Medalla de Oro al Mérito en el Trabajo (2006), el Premio Max de las artes escénicas por Solas en 2006, Fotogramas de Plata en 2005 y 2006 por Cinco horas con Mario y Solas respectivamente, y una nominación más por Seis clases de baile en seis semanas, y el Premio Ercilla de Teatro (2005) a toda una vida dedicada al teatro.
Además ha recibido dos Antena de Oro en 1969 y 2010 y el TP de Oro a la Mejor Actriz en dos ocasiones: 1977 por Las Viudas, 1979 por La Barraca y también por su trayectoria en 2009.
Desde 2007, una plaza en el barrio de las Delicias de Valladolid lleva su nombre.
El 22 de octubre de 2010 recibió en el histórico Teatro Circo de Albacete el prestigioso XIV Premio Nacional de Teatro ''Pepe Isbert'', concedido por votación popular por la Asociación de Amigos de los Teatros de España (AMITE).
El 8 de octubre de 2018 fue galardonada con el Premio Ciudad de Alcalá de las Artes y las Letras en el Teatro Salón Cervantes de Alcalá de Henares.
En noviembre de 2021 el Ayuntamiento de Valladolid le concedió la Medalla de Oro de la Ciudad.
En el año 2022 la Universidad Internacional Menéndez Pelayo le concedió el Premio La Barraca a las Artes Escénicas en su decimocuarta edición.
En 2023 recibió el Premio Talía de honor en reconocimiento a toda su trayectoria, este galardón lo entrega la Academia de Artes Escénicas de España.
En el año 2023 recibió el Premio Especial del Jurado de la Asociación Amigos del Teatro de Valladolid a la mejor actriz profesional en reconocimiento a toda su trayectoria en el teatral.
Biznaga Ciudad del Paraíso concedido por El Festival de Málaga en su 27 edición.
En 2024 recibió el Premio El Club de las 25 otorgado por la asociación feminista El Club de las 25.
En 2025 Premio Estatal del Trabajo Social en la Categoría de Comunicación, otorgado por el Consejo General del Trabajo Social en su XIII edición.

## Libros publicados
- Me quedo con lo mejor. La Esfera de los Libros, 2013.[22] ISBN 9788499708959

## Vida personal
Casada el 31 de diciembre de 1960 con el actor Daniel Dicenta (hijo de Manuel Dicenta) y separada desde 1967, se divorcia con dos hijos en común, Natalia y Daniel. Natalia ha compartido cartel con su madre en varias ocasiones, entre ellas, en Eva al desnudo, y la última ocasión en Solas, donde interpretaba a su hija en la ficción. Por este papel fue nominada a los Fotogramas de Plata y a los Premios Max.
Vivió muchos años con su madre, Marta Dolores Arranz Pascual (1914-2009), fallecida a los 95 años y con su tía María, hermana mayor de su madre, nacida en enero de 1911 y fallecida con 105 años en febrero de 2016.

## Trayectoria en teatro
- El campanero (1957)
- La casa del odio (1958)
- Jaque de reina (1959)
- Hay alguien detrás de la puerta (1959)
- ¡Béseme usted! (1960)
- Las mujeres y yo (1960)
- Las tres me quitaron el sueño (1960)
- Lucy Crown (1960)
- Las buenas personas (1961)
- Querido salvaje (1961)
- Chéri (1961)
- Rebelde (1962)
- El huevo (1963)
- Cita en Senlis (1963)
- El baúl de los disfraces (1964)
- Una estatua para las palomas (1964)
- Jaque a la juventud (1965)
- Ella, él y Salomón (1966)
- Juegos de invierno (1967)
- Adán 67 (1967)
- English spoken (1968)
- ...Pero en el centro, el amor (1968)[23]
- Fortunata y Jacinta (1969)
- Amores cruzados (1970)
- Stratojet 991 (1971)
- El amor propio (1972)
- Un soplo de pasión (1977)
- La familia baila (1977)
- Alicia en el París de las maravillas (1978)
- Cinco horas con Mario (1979-2022)
- Juana del amor hermoso (1983)
- Las amargas lágrimas de Petra von Kant (1985)
- Los últimos días de Emmanuel Kant (1990)
- Palomas intrépidas (1990)
- Eva al desnudo/A toda luz (1992)
- Algo especial (1993)
- Solas (2005)
- Seis clases de baile en seis semanas (2008)
- Querida Matilde (2011)
- En el estanque dorado (2013)
- La velocidad del otoño (2016)
- Adictos (2022-)

## Filmografía
- Pasaje al amanecer (2016)
- ¿Por qué se frotan las patitas? (2006)
- Primer y último amor (2002)
- El amor perjudica seriamente la salud (1996)
- En penumbra (1987)
- La próxima estación (1982)
- Función de noche (1981)
- Él y él (1980)
- Arriba Hazaña (1978)
- Abortar en Londres (1977)
- La semana del asesino (1972)
- La graduada (1971)
- La Lola, dicen que no vive sola (1970)
- Cristina Guzmán (1968)
- Accidente 703 (1962)
- El pórtico de la gloria, (1953)

### Series de televisión
| Año       | Serie                          | Personaje                 |
| --------- | ------------------------------ | ------------------------- |
| 1977      | Las Viudas                     | Varios personajes         |
| 1979      | La Barraca                     | Pepeta                    |
| 1979      | El Señor Villanueva y su gente | Cristina de Villanueva    |
| 1996-2000 | La casa de los líos            | Pilar Valdés              |
| 2000      | Paraíso                        | Carmen                    |
| 2000-2001 | El grupo                       | Adela                     |
| 2002-2005 | Un paso adelante               | Carmen Arranz             |
| 2008      | Fuera de lugar                 | Carlota                   |
| 2010      | Las chicas de oro              | Blanca Devereaux          |
| 2015      | La española inglesa            | Reina Isabel I            |
| 2015-2016 | Amar es para siempre           | Emilia Ferrer Alonso      |
| 2022      | Historias de UPA Next          | Carmen Arranz             |
| 2022      | ¡García!                       | Felicidad "Feli" Martínez |
| 2022      | UPA Next                       | Carmen Arranz             |

### Teatro en televisión
- El quinto jinete
  - Mister George (1 de enero de 1976)
- El Teatro
  - Hay una luz sobre la cama (28 de octubre de 1974)
  - Verano y humo (25 de noviembre de 1974)
- Ficciones
  - Los ojos de la pantera (20 de mayo de 1974)
- Noche de teatro
  - Los tres etcéteras de Don Simón (3 de mayo de 1974)
- Historias de Juan Español
  - Juan Español, aprensivo (22 de noviembre de 1972)
  - Juan Español y Lolita (1 de octubre de 1973)
- Las doce caras de Eva
  - Acuario (1 de enero de 1972)
- Tríptico de Navidad
  - El largo camino de la Nochevieja (20 de diciembre de 1971)
- Obra completa
  - Los otros ángeles (3 de septiembre de 1971)
- Del dicho al hecho
  - El que a hierro mata, a hierro muere (26 de mayo de 1971)
- Hora once
  - Yanko, el músico (6 de mayo de 1971)
  - Adolescencia (19 de febrero de 1972)
  - El recluta (11 de marzo de 1972)
  - Érase una vez (6 de mayo de 1972)
  - Las paredes oyen (29 de octubre de 1973)
- Juegos para Mayores
  - Gente divertida (1 de marzo de 1971)
- Sospecha
  - La trampa (9 de noviembre de 1970)
  - Mientras llega la noche (9 de enero de 1971)
- Al filo de imposible
  - Veneno activo (11 de julio de 1970)
- Diana en negro
  - Blanco significa inocencia (17 de abril de 1970)
  - A las tres en punto (19 de junio de 1970)
- La risa española
  - Todos eran de Toronto (20 de junio de 1969)
  - Qué solo me dejas (18 de julio de 1969)
- Pequeño estudio
  - La herida (10 de enero de 1969)
  - Los zapatos (25 de junio de 1969)
- El Premio
  - La saga (2 de diciembre de 1968)
- Fábulas
  - El cuervo y el zorro (14 de abril de 1968)
- Historias para no dormir
  - La casa (1 de enero de 1968)
  - El trasplante (15 de marzo de 1968)
- Las doce caras de Juan
  - Aries (2 de diciembre de 1967)
- La otra música
  - La noticia (8 de octubre de 1967)
- Doce cuentos y una pesadilla
  - Por favor, compruebe el futuro (16 de septiembre de 1967)
- ¿Es usted el asesino?
  - Episodio 1 (7 de agosto de 1967)
- Teatro de siempre
  - La Celestina (19 de enero de 1967)
  - La verdad sospechosa (6 de abril de 1967)
  - Las bodas de Fígaro (26 de mayo de 1967)
  - El hombre de mundo (20 de octubre de 1967)
  - Las tres hermanas (27 de octubre de 1967)
  - La losa de los sueños (26 de enero de 1968)
  - Juno y el pavo real (4 de abril de 1968)
  - El tiempo es un sueño (18 de abril de 1968)
  - Para ti es el mundo (23 de mayo de 1968)
  - Mi familia (7 de febrero de 1969)
  - Tormenta (10 de septiembre de 1969)
  - Mademoiselle de Lowenzorn (28 de abril de 1971)
  - Los empeños de una casa (27 de marzo de 1972)
- Estudio 1
  - La herida del tiempo (18 de enero de 1967)
  - Un marido ideal (30 de agosto de 1967)
  - La comedia de la felicidad (2 de enero de 1968)
  - El pueblo veraniego (24 de septiembre de 1968)
  - La importancia de llamarse Ernesto (17 de diciembre de 1968)
  - Prohibido en otoño (7 de abril de 1970)
  - El árbol de los Linden (9 de julio de 1970)
  - Para ti es el mundo (5 de marzo de 1971)
  - El emigrante de Brisbane (5 de noviembre de 1971)
  - Puebla de las mujeres (12 de noviembre de 1971)
  - Los blancos dientes del perro (25 de febrero de 1972)
  - La risa (24 de marzo de 1972)
  - El avaro (14 de abril de 1972)
  - Ventolera (7 de julio de 1972)
  - El complejo de Filemón (31 de agosto de 1973)
  - Los galeotes (22 de marzo de 1974)
  - Mister George (8 de marzo de 1976)
  - Los tres etcéteras de Don Simón (19 de enero de 1978)
  - Don Gil de las calzas verdes (28 de marzo de 1978)
  - Los comuneros (8 de junio de 1978)
- El hombre de mundo (Película de televisión), (1967)
- Telecomedia de humor
  - Hay otros hombres (11 de diciembre de 1966)
  - La dama duende (22 de octubre de 1967)
- Autores invitados
  - La otra ciudad (27 de abril de 1966)
- Tal para cual
  - Nuevos recuerdos de juventud (27 de marzo de 1965)
- Escuela de maridos
  - Lección para mujeres (17 de octubre de 1964)
- Primera fila
  - Edén Término (15 de julio de 1964)
  - Invitación al castillo (3 de marzo de 1965)

- Novela
  - La mentira es peligrosa (13 de julio de 1964)
  - Investigación judicial (7 de junio de 1965)
  - Juegos de invierno (6 de noviembre de 1967)
  - Emma III (15 de noviembre de 1967)
  - Emma IV (16 de noviembre de 1967)
  - Emma V (17 de noviembre de 1967)
  - Tú eres la paz (11 de diciembre de 1967)
  - La vergonzosa ternura (26 de febrero de 1968)
  - Biografía de Koch (3 de junio de 1968)
  - Las alas de la paloma (4 de noviembre de 1968)
  - La abadía de Northanger (25 de noviembre de 1968)
  - La abadía de Northanger II (26 de noviembre de 1968)
  - La abadía de Northanger III (27 de noviembre de 1968)
  - La abadía de Northanger IV (28 de noviembre de 1968)
  - El hombre de la oreja rota (19 de mayo de 1969)
  - Cabeza de estopa (10 de noviembre de 1969)
  - Flores para Elena (9 de febrero de 1970)
  - El amigo (29 de junio de 1970)
  - El Señor de Villemer (10 de agosto de 1970)
  - Enrique de Legardère (26 de julio de 1971)
  - La aritmética del amor (29 de enero de 1973)
  - Selma Lagerlöf (29 de julio de 1974)

- Estudio 3
  - El guateque (3 de febrero de 1964)
  - La última hoja (13 de abril de 1964)
  - La muerte de Orfeo (7 de septiembre de 1964)
- Confidencias
  - Ventisca (24 de enero de 1964)
  - Esto es amor (5 de junio de 1964)
  - El visitante (12 de junio de 1964)
  - Un hombre y una mujer solos (3 de julio de 1964)
  - Juicio íntimo (17 de julio de 1964)
  - Vacío (3 de octubre de 1964)
  - Angelitos al cielo (7 de noviembre de 1964)
- Gran teatro
  - Los días felices (26 de enero de 1962)